# الخميلة (عمد)

تعديل مصدري - تعديل

الخميلة هي إحدى قرى  بمديرية عمد التابعة لمحافظة حضرموت، بلغ تعداد سكانها 418 نسمة حسب تعداد اليمن لعام 2004.